# Street of Dreams (låt av Nia Peeples)
Street of Dreams är en låt framförd av Nia Peeples, inspelad till hennes självbetitlade andra studioalbum (1991). Carl Sturken och Evan Rogers skapade texten och musiken och låten släpptes som huvudsingel från albumet av Charisma den 4 oktober 1991. I Europa distribuerades "Street of Dreams" av Virgin.

## Bakgrund och utgivning
"Street of Dreams" släpptes till amerikansk popradio (contemporary hit radio) den 4 oktober 1991 av Charisma. Den blev den mest tillagda ("most added") nya musiksingeln på radio efter Michael Bolton och hans "When a Man Loves a Woman" (1991). Under nästkommande två veckor fortsatte låten att vara den fjärde respektive femte mest tillagda på popradio enligt Radio & Records. "Street of Dreams" möjliggjordes för streaming den 1 januari 2011 när den inkluderades på samlingsalbumet The Lost Hits of the 90's utgiven av Capitol.
Musikvideon till "Street of Dreams" regisserades av den tyska musikvideoregissören och filmproducenten Marcus Nispel.

## Komposition och text
"Street of Dreams" skrevs och producerades av duon Carl Sturken och Evan Rogers. Den är en pop- och new jack swing-komposition med en speltid på tre minuter och trettiotvå sekunder (3:32). Låten är skriven i tonarten C-moll och utgår från 111 taktslag per minut. Den har ett snabbt tempo och en taktartssignatur på 4 slag per takt. Likt flera andra låtar på Nia Peeples har texten till "Street of Dreams" ett optimistiskt och inspirerande budskap om att tro på sig själv och arbeta hårt trots motgångar. I låtens brygga sjunger Peeples: "Each time they knock you down/ Get your feet back on the ground/ Don't let 'em stand in your way". I en intervju kommenterade Peeples textens innebörd: "'Street of Dreams' handlar om att ha tilltro till det man tror på och att stå upp för det, att ha disciplinen att genomföra sina mål. Det är vad hela låten går ut på, att man kan ha det man önskar om man jobbar hårt och tror på sig själv."

## Format och låtlistor
Enligt Discogs finns det 17 utgivningar av "Street of Dreams". Nedan listas ett urval som ej är identiska.
| 1. | "Street of Dreams" (Radio Edit)               |                             | 3:32 |
| 2. | "Street of Dreams" (Shep Pettibone 12" Remix) |                             | 8:14 |
| 3. | "Street of Dreams" (Shep Pettibone House Mix) |                             | 7:47 |
| 4. | "Street of Dreams" (Shep Pettibone Moody Mix) |                             | 7:02 |
| 5. | "Street of Dreams" (Shep Pettibone House Dub) |                             | 4:10 |
| 6. | "Street of Dreams" (Shep Pettibone 7" Mix)    |                             | 4:10 |
| 7. | "Just Sing"                                   | Patrick Leonard Nia Peeples | 3:30 |

## Topplistor

### Veckolistor
| Lista (1991)                       | Topplacering |
| ---------------------------------- | ------------ |
| Japan (Japan Hot 100)              | 12           |
| Kanada Singles (The Record)        | 10           |
| USA Billboard Hot 100              | 13           |
| USA Hot R&B Singles (Billboard)    | 73           |
| USA Cash Box Top 100 Singles       | 8            |
| USA Top 100 R&B Singles (Cash Box) | 63           |

## Utgivningshistorik
| Land | Datum          | Utgåva         | Format | Skivbolag | Ref.  |
| ---- | -------------- | -------------- | ------ | --------- | ----- |
| USA  | 4 oktober 1991 | radioversionen | Radio  | Charisma  | [ 1 ] |